# 2018 VG18
2018 VG18 (soprannominato Farout, da far out locuzione inglese per "molto lontano" che ha significato anche di "non convenzionale", "non abituale", dal team di scienziati che lo ha scoperto il 10 novembre 2018) è un oggetto transnettuniano del disco diffuso che orbita intorno al Sole; al momento della scoperta si trovava a una distanza di 120 au ed era il primo oggetto orbitante intorno al Sole scoperto a oltre 100 au. Il planetoide è stato scoperto durante le attività di ricerca dell'ipotetico pianeta X.

## Caratteristiche fisiche e orbitali
Data la distanza elevata dell'oggetto è difficile fare delle stime precise sulla sua composizione e dimensione. L'aspetto è rosa e potrebbe essere dovuto a un fenomeno simile a quello che avviene sulla superficie di Plutone dove il metano ghiacciato esposto ai raggi cosmici assume questa tonalità. Il diametro stimato è di circa 500 km, sufficientemente grande da essere in equilibrio idrostatico e quindi essere classificato come potenziale pianeta nano. La sua orbita è molto ellittica ed eccentrica, come molti degli oggetti transnettuniani, e impiega poco meno di mille anni a percorrere una rivoluzione completa. Al momento della scoperta si trovava a circa 120 au dal Sole, più lontano di Eris e Sedna, proiettato sulla volta celeste all'interno della costellazione del Toro non lontano da Aldebaran.